# Rusinów
Rusinów è un comune rurale polacco del distretto di Przysucha, nel voivodato della Masovia.
Ricopre una superficie di 82,93 km² e nel 2004 contava 4 451 abitanti.